# Alexandre Singh
 (janvier 2013).
Alexandre Singh (né en 1980 à Bordeaux en France) est un artiste franco-anglais d’origine indienne. Il vit actuellement à New York. Il est à la fois écrivain, narrateur, sculpteur, dessinateur et performeur. Il a grandi au Royaume-Uni, à Manchester. Il a étudié les Beaux-Arts à la Ruskin School of Drawing and Fine Art d'Oxford et il est diplômé de l'école des Arts Visuels de New York en 2005.

## Son œuvre
- Si vous ne connaissez pas le sujet, laissez ce bandeau (vous pouvez alors contacter les auteurs).
- Si vous supprimez le contenu mis en cause (vous pouvez préalablement contacter les auteurs),

argumentez précisément cette suppression dans la page de discussion
(un manque de référence n'est pas un argument ; une recherche réelle de référence doit avoir été effectuée, être formellement documentée).
Le travail d’Alexandre Singh explore des domaines aussi vastes que variés. Il conçoit ses œuvres grâce à des référents culturels communs, des associations libres, spirituelles et érudites. Son univers artistique ne peut pas être catégorisé.
Aux États-Unis, en 2008, l'une de ses premières expositions fut Hello Meth Lab in the Sun, pour cette exposition, il collabora avec Jonah Freeman et Justin Lowe, ils décidèrent de la réaliser dans la Ballroom de Marfa au Texas. Les visiteurs se laissaient emporter dans un labyrinthe de pièces hétérogènes. Ils passaient d'un comptoir d'enregistrement d'un motel à une cachette hippie ou encore à un laboratoire de recherches abandonné. Cet agencement de pièces correspondait au monde artistique décadent d'artistes tels que Mike Nelson, Christoph Büchel et Gregor Schneider. Pour le réaliser, ces artistes se sont inspirés de faits autobiographiques afin de créer leurs propres installations hallucinatoires.
Depuis 2008, il réalise une série d'assemblages d'images découpées, collées et organisées en diagrammes muraux, intitulée Assembly Instructions. Celle-ci peut être considérée comme un "mode d'emploi" du monde. Pour expliquer ce mode d'emploi, il utilise l'exemple des magasins Ikéa : "Pour des raisons professionnelles, je passe beaucoup de temps dans ces magasins. Partout dans le monde, ils ont presque le même plan, surtout à l'étage où se trouve une succession de chambres artificielles. (…) Peut-être que tous ces magasins avaient été conçus comme une conspiration, une entreprise secrète de la préservation de la connaissance humaine, qui serait contenue tout entière dans ces arrangements apparemment arbitraires de couettes, de jouets, de canapés, de vingt livres suédois posés sur des étagères toujours les mêmes ? Ou alors ce serait le monde qui serait l'index des magasins Ikéa? Et en changeant l'arrangement de ces objets, on changerait l'ordre du monde, on détruirait ou on créerait des réalités, sans que les gens le sachent?"
En 2011, il commence un nouveau projet, The Pledge (l'engagement), tiré de l'œuvre Le Prestige de l'auteur de science-fiction britannique Christopher Priest, qui a été adapté auparavant au cinéma (2006) par Christopher Nolan. Le livre explique les trois étapes d'un tour de magie. Il y a tout d'abord "l'engagement", le magicien présente un objet tout à fait banal, ensuite se déroule "le tour de magie", là le magicien transforme l'objet ou le fait disparaître pour terminer par l'étape "Le prestige", moment où l'objet réapparaître.
Son travail traite de grands thèmes, comme la nature de la cognition narrative. Pour préparer ce sujet, Alexandre Singh réalisa des interviews pour obtenir différents points de vue. Il interrogea : Danny Rubin, le scénariste de Un jour sans fin (Groundhog Day ; Leah Kelly, une neurobiologiste et chercheuse à la Rockefeller University; l'artiste Simon Fujiwara; Alfredo Arias, un dramaturge argentin; Donatien Grau, un critique d'art français ; Marc-Olivier Wahler, un conservateur et le réalisateur Michel Gondry. Chaque conversation est une fiction, il réorganise les propos récoltés et il essaie de trouver une façon d'exprimer l'essence-même de leurs idées. Ensuite, sur les murs de la galerie, il crée encadre ses impressions de collages aux jets d'encre noir et blanc qui proposent des schémas ou des cartes des conversations, il relie les cadres entre eux avec des lignes de points de crayon dessinés à la main.

## Inspirations
L’inspiration d’Alexandre Singh prend ses sources dans des univers divers, tel que dans la littérature avec les Essais de Montaigne, dans les œuvres du grand dramaturge français qu’est Molière, dans les romans gothiques… Il porte une admiration débordante pour tout ce qui touche à l’audiovisuel comme les films de Woody Allen, les séries télévisées (comme À la Maison-Blanche, Grey's Anatomy, Sex and the City, les dessins animés, South Park…). Les données scientifiques, les magasins Ikéa, la performance, la photographie conceptuelle, le surréalisme l’inspire tout autant !
Alexandre Singh ne voulait pas tout de suite être dans le domaine artistique, tel que celui dans lequel il évolue aujourd’hui. Il a toutefois suivi les cours d’art à Oxford puisqu’il pensait tout de même se diriger vers le domaine artistique ; dans celui de la vidéo, la publicité. Il a pris conscience que l’art lui ouvrait des portes dans beaucoup de domaines ! C’est d’ailleurs une des raisons qui le poussa à continuer dans cette direction. La littérature joue également un rôle primordial dans sa manière de concevoir ce qu’il désire représenter. Il puise son inspiration surtout pour les auteurs qui innovent, qui dérangent, qui sortent de la norme : Diderot, Borges, Dante, Potocki…
Alexandre Singh aime se perdre dans un monde imaginaire, pour lui c’est comme un rêve. Dans ce rêve il aperçoit des questions existentielles.
Pour réaliser ses collages photos, il s'est inspiré du dadaïsme, du surréalisme, du Independent Group, de livres de sciences-fictions, du conceptualisme des années 1960… Höch et les surréalistes ont montré que des juxtapositions étranges peuvent produire une logique irrationnelle qui permet de comprendre des choses comme la guerre ou l'histoire ou la consommation.

## Rapport à l'écriture
Pour Alexandre Singh, l’écriture est son pilier central. Elle est pour lui très importante! Il considère qu'écrire, c'est se laisser entraîner dans un monde imaginaire, il dite même "Souvent lorsqu'on va très loin dans un autre monde, on s'aperçoit qu'il est fait d'hallucinations, comme un rêve, et qu'il évoque parfois des questions existentielles ou sociétales." Il se rend compte que les vidéos d'aujourd'hui, les images sont parfaites mais que le texte et le jeu des acteurs sont toujours plus faible.
Il écrit des pièces de théâtre. Par exemple : La critique de l’école des objets ou dialogue avec les objets… Pour la lecture de ces deux textes, il réalise des performances. Il emmène les auditeurs dans un autre monde, un univers qui mêle le réel et la fiction. Pour faire ressentir beaucoup d’émotions, il implante tout un agencement d’installations sonores traitées de manière théâtrale, il pose des objets sur des socles, ces objets conversent entre eux avec humour ou profondeur, des voix sont enregistrées par des comédiens  et celles-ci se diffusent de partout dans la pièce. Un éclairage est adapté à la candeur des répliques prononcées. En 2012-2013, il écrit et met en scène la pièce The Humans, qui est sélectionnée au "In" du festival d'Avignon en 2014. Cette œuvre provoque des réactions contrastées2.

## Expositions
- 2007
  - The Marque of the Third Stripe, White Room, White Columns, New York, NY
- 2008 
  - Assembly Instructions, Jack Hanley Gallery, San Francisco, CA
  - The Marque of the Third Stripe, Monitor Gallery, Rome, Italy
  - Hello Meth Lab in the Sun, Alexandre Singh & Justin Lowe & Jonah Freeman in collaboration, Ballroom, Marfa, TX
  - UNCLEHEAD, Alexandre Singh & Rita Sobral Campos in collaboration, Museu da Electricidade, Lisbon, Portugal
- 2009
  - 3 Lectures + 1 Story = 4 Evenings: Performa Biennial 09, White Columns, New York, NY
  - Assembly Instructions (Tangential Logick), Harris Lieberman Gallery, New York, NY
- 2011
  - Assembly Instructions : The Pledge, Monitor Gallery, Rome (18.11.11 – 21.01.12), Italy
  - Assembly Instructions : The Pledge, art: concept, Paris (10.09 – 12.11), France
  - The Dialogues of the Objects, Art Basel 42 : Statements, Basel, Switzerland
  - La critique de l’école des objets, Palais de Tokyo, Paris, France
  - Alexandre Singh, Sprüth Magers, Berlin, Germany
- 2012
  - Alexandre Singh, Assembly Instructions, Nassauischer Kunstverein, (3.11-16.12), Wiesbaden, Allemagne
  - The Humans, Witte de With, Rotterdam, (26.04-06.01.2013), Pays-Bas
- 2013
  - Assembly Instructions : The Pledge, The Drawing Center, New York (17.01-13.03)

## Publications
- 2008
  - The Marque of the Third Stripe, Preromanbritain, USA & Monitor Gallery, Italy
  - Saluti da Roma, Manifesta 7, Rome, Italy (edited by Nero magazine)
  - A Fine Red Line – A Curatorial Miscellany, IM Press, UK,
  - The Happy Hypocrite, inaugural issue – Linguistic Hardcore, Bookworks, UK, (edited by Maria Fusco)
- 2009
  - Hello Methlab in the Sun (Jonah Freeman, Justin Lowe, Alexandre Singh), Liam Gillick, Alison de Lima
  - Greene, David Hollander, Raimundas Malasauskas. Ballroom Marfa, TX
  - The UNREADY Magazine, (with Alex Ceccheti), France, (edited by Alex Ceccheti)
- 2010
  - Cabinet Magazine, 10th Anniversary Issue, December 2010, Brooklyn, NY
  - Cover, Art:Review magazine, The Power 100 issue, November 2010, London, UK
  - Marc-Olivier Wahler and Frederic Grossi, Du yodel à la physique quantique, Volume 4, édition du Palais de Tokyo
  - Encyclopedia of Fictional Artists + The Addition, JRP Ringier, Zurich, SWITZERLAND
  - PALAIS / magazine 12, DYNASTY, summer 2010, Paris, FRANCE
  - INPUT Journal, Second Iteration, March 2010, New York, NY
  - Assembly Instructions (IKEA, Manzoni, Klein et al.) [transparencies], Assembly Instructions (IKEA, Manzoni,
  - Klein et al.) [lecture notes], Art Lies, Issue 64, January 2010, Houston, TX
- 2011
  - The Pledge (Alexandre Singh), Palais Magazine, issue #14, Paris, France
  - Pylône, Paris, France
  - The Dialogues of the Objects I-V (Alexandre Singh), booklet, Art Basel 42, Statements, Basel, Switzerland
  - On View, Worldwide, for the Month Of…, Kunstverein US, New York, NY
  - The School for Objects Criticized (Alexandre Singh), booklet, Hollybush Gardens, London, UK

## Prix
- 2012 : le Prix Meurice pour l'art contemporain, Paris,
- 2011 : Lauréat du programme de résidences internationales Ville de Paris/Institut français aux Récollets, Paris
- 2009 : le prix Rema Hort Mann Visual Grant, New York, NY
- 2007 : le prix Arts Council of England Grant, East International, Norwich Art Gallery, Norwich, UK
- 2025 : Festival du court métrage de Clermont-Ferrand : Prix Canal +, Prix du public (compétition nationale) pour Deux personnes échangeant de la salive.